# Дарашти-Илфов (Илфов)
Дарашти-Илфов (рум. Dărăşti-Ilfov) насеље је у Румунији у округу Илфов у општини Дарашти-Илфов. Oпштина се налази на надморској висини од 68 m.

## Становништво
Према подацима из 2002. године у насељу је живело 2935 становника, од којих су сви румунске националности.